# Селіхінське сільське поселення
Селі́хінське сільське поселення (рос. Селихинское сельское поселение) — сільське поселення у складі Комсомольського району Хабаровського краю Росії.
Адміністративний центр — село Селіхіно.

## Історія
Станом на 2002 рік існувала Селіхінська сільська адміністрація у складі сіл Еммер, Селіхіно, селищ Ельдіган, Мачтовий, Октябрський. Пізніше селища увійшли у міжселенну територію.

## Населення
Населення сільського поселення становить 4942 особи (2019; 4260 у 2010, 4885 у 2002).

## Склад
До складу сільського поселення входять:
| Населений пункт | Населення, осіб (2002) | Населення, осіб (2010) |
| --------------- | ---------------------- | ---------------------- |
| Еммер, село     | 20                     | 5                      |
| Селіхіно, село  | 4865                   | 4255                   |